# John Leroy Gustafson
John Leroy Gustafson (Estats Units d'Amèrica, 19 de gener de 1955) és un informàtic i empresari estatunidenc, conegut sobretot pels seus treballs en l'àmbit de la computació d'altes prestacions, com el plantejament de la Llei de Gustafson, la introducció del primer clúster d'ordinadors a l'àmbit comercial, la mesura amb QUIPS, la direcció de la reconstrucció de l'Atanasoff Berry Computer, la invenció del format numèric i sistema de computació Unum i l'obtenció de diversos premis per l'acceleració de computadors. Actualment és el director tècnic de Ceranovo, Inc. Va ser el director d'arquitectes de productes gràfics i membre sènior d'AMD des del setembre de 2012 fins al juny de 2013. Anteriorment va ocupar els càrrecs de director d'Intel Labs-SC, director general de Massively Parallel Technologies, Inc. i director tècnic a ClearSpeed Technology. Gustafson té títols de Matemàtiques aplicades de l'Institut Tecnològic de Califòrnia i de la Universitat Estatal d'Iowa.

## Infància i educació
Gustafson va ser criat a Des Moines, Iowa. Després de fer un grau en Matemàtiques aplicades a l'Institut Tecnològic de Califòrnia (1977), es va mudar a Ames (Iowa) i va fer un màster (1981) i un doctorat (1982) a la Universitat Estatal d'Iowa.
La seva mare era una tècnica d'electrònica a Collins Radio i el seu pare era un enginyer químic que més endavant va esdevenir un metge, ambdós a conseqüència de la Segona Guerra Mundial. Els seus pares van fomentar la seva exploració científica des que era jove. Algunes de les seves activitats científiques preferides són muntar transmissors de radio, dissenyar i dur a terme experiments químics i fer hologrames.

## Unums
El Dr. Gustafson ha escrit un llibre titulat The End of Error: Unum Computing, publicat per Chapman &Hall / CRC Computational Science, que presenta un nou enfocament de l'aritmètica computacional. Aquest nou format per emmagatzemar nombres reals en computadors anomenat Unum, que utilitza un nombre variable de bits en funció del nombre de dígits necessaris. Els formats més freqüentment utilitzats emmagatzemen els números fent servir un nombre fix de bits, per exemple, 64 bits per als números de punt flotant de precisió doble. Això pot permetre que els números emmagatzemats amb format Unum ocupin menys espai quan no necessiten massa precisió,reduint l'energia utilitzada, permetent un processament més ràpid i mantenint o millorant la precisió quan sigui necessari.

## Premis i reconeixements
Al 1988, Gustafson va rebre el Gordon Bell Prize d'inauguració. Ha rebut altres premis pel seu treball a l'àmbit de la computació d'altes prestacions, com l'International Atanasoff Award al 2006. També va rebre l'IEEE Computer Society Golden Core Award al 2007.
Altres premis i reconeixements:
| - 2015 The End of Error: Unum Computing published by Chapman & Hall/CRC Computational Science - 2011 Atanasoff Achievement Award, Iowa State University - 2007 IEEE Computer Society Golden Core Award (highest membership level) - 2006 International Atanasoff Award (inaugural) - 2000 Iowa State University Inventor of the Year Award - 1998 Distinguished Visiting Professor, New Mexico State University - 1997 PDPTA Outstanding Achievement Award - 1995 R&D 100 Award - 1991 R&D 100 Award | - 1990 New Mexico Inventor of the Year Award - 1989 R&D 100 Award - 1988 Gordon Bell Award (Greatest annual contribution to the science of parallel processing) - 1988 Parallel computing breakthrough read into U.S. Congressional Record - 1988 Karp Challenge (Unique award: First demostration of parallel speedup of over 200 times) - 1977 Richter Fellowship - 1977 Graduation with Honors, Election to Gnome Club - 1974 Eric Temple Bell Award - 1973 National Merit Scholar - 1973 Drake Physics Prize |